# Ácido sacárico
O ácido sacárico pode ser obtido a partir da oxidação da glicose por ácido nítrico. Esta reação foi descoberta pelo químico russo Germain Hermann Hess, descrevendo-a em seu livro Fundamentos de Química (1834).